# Grammy Award for Best Producer of the Year, Non-Classical

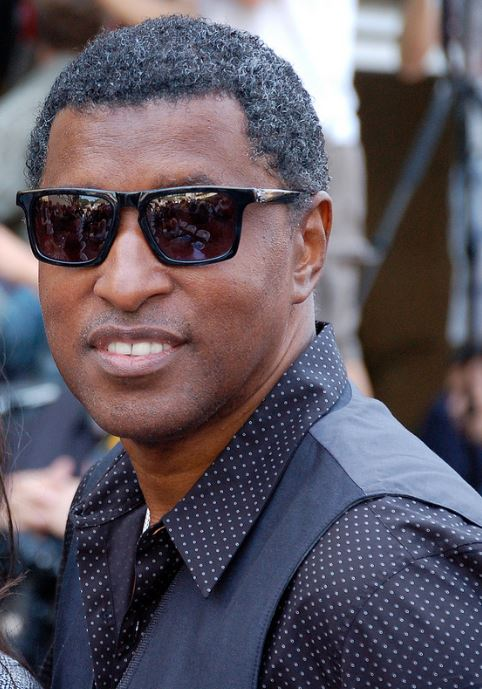
Kenneth „Babyface“ Edmonds ist bisher häufigster Sieger des Grammy Award for Producer of the Year, Non-Classical

Der Grammy Award for Producer of the Year, Non-Classical, auf Deutsch „Grammy-Auszeichnung für den Produzenten des Jahres, nicht-klassische Musik“, ist ein Musikpreis, der seit dem Jahr 1975 von der amerikanischen Recording Academy verliehen wird.

## Geschichte und Hintergrund
Die seit 1959 verliehenen Grammy Awards werden jährlich in zahlreichen Kategorien von der Recording Academy in den Vereinigten Staaten vergeben, um künstlerische Leistung, technische Kompetenz und hervorragende Gesamtleistung ohne Rücksicht auf die Album-Verkäufe oder Chart-Position zu würdigen.
Eine dieser Kategorien ist der Grammy Award for Producer of the Year, Non-Classical. Die Auszeichnung wurde erstmals bei den Grammy Awards 1975 vergeben. Gemäß dem Handbuch der 52. Grammy Awards wird die Auszeichnung an Produzenten vergeben, die durchweg herausragende Kreativität im Bereich der Plattenproduktion liefern.
Bisher häufigster Gewinner der Auszeichnung ist – mit vier Siegen – Babyface. Drei Preise erhielten bisher David Foster, Quincy Jones und Pharrell Williams (zwei Preise als Solokünstler und ein Preis als Bandmitglied von The Neptunes). Mit elf Nominierungen wurden Jimmy Jam und Terry Lewis bisher am häufigsten nominiert, gefolgt von David Foster und Quincy Jones mit sieben Nominierungen.

## Gewinner und Nominierte
| Jahr | Gewinner                                    | Nationalität                  | Nominierte | Bild des/der Gewinner(s) |
| ---- | ------------------------------------------- | ----------------------------- | --- | ------------------------ |
| 1975 | Thom Bell                                   | Jamaika                       | - Rick Hall - Lenny Waronker - Stevie Wonder - Billy Sherrill |                          |
| 1976 | Arif Mardin                                 | Türkei                        | - Dennis Lambert und Brian Potter - Bill Szymczyk - Peter Asher - Gus Dudgeon                                                                                    |                          |
| 1977 | Stevie Wonder                               | Vereinigte Staaten            | - Richard Perry - Lenny Waronker - Joe Wissert |                          |
| 1978 | Peter Asher                                 | Vereinigtes Königreich        | - Richard Perry - Bill Szymczyk - Bee Gees, Albhy Galuten, Karl Richardson - Kenneth Gamble und Leon Huff                                                        |                          |
| 1979 | Bee Gees, Albhy Galuten und Karl Richardson | Vereinigte Staaten            | - Peter Asher - Phil Ramone - Quincy Jones - Alan Parsons |                          |
| 1980 | Larry Butler                                | Vereinigte Staaten            | - Mike Chapman - Quincy Jones - Ted Templeman - Maurice White |                          |
| 1981 | Phil Ramone                                 | Vereinigte Staaten            | - Quincy Jones - Michael Omartian - Queen und Mack - Stevie Wonder                                                                                               |                          |
| 1982 | Quincy Jones                                | Vereinigte Staaten            | - Val Garay - Arif Mardin - Lionel Richie - Robert John Mutt Lange, Mick Jones                                                                                   |                          |
| 1983 | Toto                                        | Vereinigte Staaten            | - Gary Katz - John Cougar Mellencamp, Don Gehman - David Foster - Quincy Jones                                                                                   |                          |
| 1984 | Michael Jackson und Quincy Jones            | Vereinigte Staaten            | - James Anthony Carmichael und Lionel Richie - Jay Graydon - Quincy Jones - Phil Ramone                                                                          |                          |
| 1985 | James Anthony Carmichael und Lionel Richie  | Vereinigte Staaten            | - Prince & the Revolution - Robert John Mutt Lange, The Cars - Michael Omartian                                                                                  |                          |
| 1985 | David Foster                                | Kanada                        | - Prince & the Revolution - Robert John Mutt Lange, The Cars - Michael Omartian                                                                                  |                          |
| 1986 | Phil Collins und Hugh Padgham               | Vereinigtes Königreich        | - David Foster - Don Henley, Danny Kortchmar und Greg Ladanyi - Mark Knopfler und Neil Dorfsman - Narada Michael Walden                                          |                          |
| 1987 | Jimmy Jam und Terry Lewis                   | Vereinigte Staaten            | - David Foster - Michael Omartian - Paul Simon - Steve Winwood und Russ Titelman                                                                                 |                          |
| 1988 | Narada Michael Walden                       | Vereinigte Staaten            | - Emilio und The Jerks - Quincy Jones und Michael Jackson - Daniel Lanois und Brian Eno - John Mellencamp und Don Gehman                                         |                          |
| 1989 | Neil Dorfsman                               | Vereinigte Staaten            | - Thomas Dolby - David Kershenbaum - L.A. Reid und Babyface - Narada Michael Walden                                                                              |                          |
| 1990 | Peter Asher                                 | Vereinigtes Königreich        | - Emilio Estefan, Jorge Casas und Clay Ostwald - Jimmy Jam, Terry Lewis und Janet Jackson - L.A. Reid und Babyface - Prince - Tears for Fears und David Bascombe |                          |
| 1991 | Quincy Jones                                | Vereinigte Staaten            | - Glen Ballard - Phil Collins und Hugh Padgham - Mick Jones und Billy Joel - Arif Mardin                                                                         |                          |
| 1992 | David Foster                                | Kanada                        | - Walter Afanasieff und Mariah Carey - Andre Fischer - Paul Simon - Keith Thomas                                                                                 |                          |
| 1993 | Brian Eno und Daniel Lanois                 | Vereinigtes Königreich Kanada | - Mitchell Froom - Teddy Riley - Bruce Swedien - Chris Thomas |                          |
| 1993 | L.A. Reid und Babyface                      | Vereinigte Staaten            | - Mitchell Froom - Teddy Riley - Bruce Swedien - Chris Thomas |                          |
| 1994 | David Foster                                | Kanada                        | - Walter Afanasieff - Tony Brown - Bruce Fairbairn - Jimmy Jam und Terry Lewis - Hugh Padgham                                                                    |                          |
| 1995 | Don Was                                     | Vereinigte Staaten            | - David Foster - Trevor Horn - Jimmy Jam und Terry Lewis - Brendan O’Brien                                                                                       |                          |
| 1996 | Babyface                                    | Vereinigte Staaten            | - Glen Ballard - Rick Chertoff - Jimmy Jam und Terry Lewis - Rick Rubin                                                                                          |                          |
| 1997 | Babyface                                    | Vereinigte Staaten            | - David Foster - Don Gehman - Brendan O’Brien - Don Was |                          |
| 1998 | Babyface                                    | Vereinigte Staaten            | - Walter Afanasieff - Paula Cole - Kirk Franklin - Keith Thomas                                                                                                  |                          |
| 1999 | Rob Cavallo                                 | Vereinigte Staaten            | - Michael Beinhorn - Tchad Blake - Sheryl Crow - Lauryn Hill |                          |
| 2000 | Walter Afanasieff                           | Vereinigte Staaten            | - Rob Cavallo - Dann Huff - Rick Rubin - Matt Serletic |                          |
| 2001 | Dr. Dre                                     | Vereinigte Staaten            | - Bill Bottrell - Nigel Godrich - Jimmy Jam und Terry Lewis - Matt Serletic                                                                                      |                          |
| 2002 | T-Bone Burnett                              | Vereinigte Staaten            | - Dr. Dre - Gerald Eaton und Brian West - Nigel Godrich - Jimmy Jam und Terry Lewis                                                                              |                          |
| 2003 | Arif Mardin                                 | Türkei                        | - Dr. Dre - Nellee Hooper - Jimmy Jam und Terry Lewis - Rick Rubin                                                                                               |                          |
| 2004 | The Neptunes                                | Vereinigte Staaten            | - Nigel Godrich - Jimmy Jam und Terry Lewis - The Matrix - Outkast                                                                                               |                          |
| 2005 | John Shanks                                 | Vereinigte Staaten            | - T-Bone Burnett - Rob Cavallo - Jimmy Jam und Terry Lewis - Tommy LiPuma                                                                                        |                          |
| 2006 | Steve Lillywhite                            | Vereinigtes Königreich        | - Danger Mouse - Nigel Godrich - Jimmy Jam und Terry Lewis - The Neptunes                                                                                        |                          |
| 2007 | Rick Rubin                                  | Vereinigtes Königreich        | - Howard Benson - T-Bone Burnett - Danger Mouse - will.i.am |                          |
| 2008 | Mark Ronson                                 | Vereinigtes Königreich        | - Howard Benson - Joe Chiccarelli - Mike Elizondo - Timbaland |                          |
| 2009 | Rick Rubin                                  | Vereinigtes Königreich        | - Danger Mouse - Nigel Godrich - Johnny K - will.i.am |                          |
| 2010 | Brendan O’Brien                             | Vereinigte Staaten            | - T-Bone Burnett - Ethan Johns - Larry Klein - Greg Kurstin |                          |
| 2011 | Danger Mouse                                | Vereinigte Staaten            | - Rob Cavallo - Dr. Luke - RedOne - The Smeezingtons |                          |
| 2012 | Paul Epworth                                | Vereinigtes Königreich        | - Danger Mouse - The Smeezingtons - Ryan Tedder - Butch Vig |                          |
| 2013 | Dan Auerbach                                | Vereinigte Staaten            | - Jeff Bhasker - Diplo - Markus Dravs - Salaam Remi |                          |
| 2014 | Pharrell Williams                           | Vereinigte Staaten            | - Rob Cavallo - Dr. Luke - Ariel Rechtshaid - Jeff Tweedy |                          |
| 2015 | Max Martin                                  | Schweden                      | - Paul Epworth - John Hill - Jay Joyce - Greg Kurstin |                          |
| 2016 | Jeff Bhasker                                | Vereinigte Staaten            | - Dave Cobb - Diplo - Larry Klein - Blake Mills |                          |
| 2017 | Greg Kurstin                                | Vereinigte Staaten            | - Benny Blanco - Max Martin - Nineteen85 - Ricky Reed |                          |
| 2018 | Greg Kurstin                                | Vereinigte Staaten            | - Calvin Harris - No I.D. - Blake Mills - The Stereotypes |                          |
| 2019 | Pharrell Williams                           | Vereinigte Staaten            | - Boi-1da - Larry Klein - Linda Perry - Kanye West |                          |
| 2020 | Finneas                                     | Vereinigte Staaten            | - Jack Antonoff - Dan Auerbach - John Hill - Ricky Reed |                          |
| 2021 | Andrew Watt                                 | Vereinigte Staaten            | - Jack Antonoff - Dan Auerbach - Dave Cobb - Flying Lotus |                          |
| 2022 | Jack Antonoff                               | Vereinigte Staaten            | - Rogét Chahayed - Mike Elizondo - Hit-Boy (Chauncey Alexander Hollis) - Ricky Reed                                                                              | Jack Antonoff (2012)     |
| 2023 | Jack Antonoff                               | Vereinigte Staaten            | - Dan Auerbach - Boi-1da - Dahi - Dernst „D’Mile“ Emile II | Jack Antonoff (2012)     |
| 2024 | Jack Antonoff                               | Vereinigte Staaten            | - Dernst Emile II - Hit-Boy - Metro Boomin - Daniel Nigro | Jack Antonoff (2012)     |
| 2025 | Daniel Nigro                                | Vereinigte Staaten            | - Alissia - Dernst „D’Mile“ Emile II - Ian Fitchuk - Mustard | Dan Nigro 2023           |